# Wat Manorom
Wat Manorom Sattharam (in lingua lao: ວັດມະໂນລົມ), chiamato dai locali anche Wat Mano, è un complesso di templi buddisti di Luang Prabang, in Laos. È situato fuori della vecchia cerchia di mura, nel sud della città, ed è stato probabilmente eretto nel sito dove in precedenza si trovava un tempio khmer. Il tempio fu molto importante in passato, tra il 1502 ed il 1513 vi fu custodita la statua del Buddha chiamata Phra Bang, dal quale ha preso il nome la città e tuttora il palladio della casa reale laotiana.

## Data di costruzione
Vi sono diverse ipotesi sulla data di erezione del tempio, alcuni sostengono che sia avvenuta tra il 1372 ed il 1375 e sia stato fatto costruire dal re Samsenthai di Lan Xang, altri suggeriscono che risalga circa al 1430 dopo la morte di re Lan Kham Deng, di cui custodirebbe le ceneri. Altre fonti datano la costruzione ai tempi del re La Sen Thai tra il 1491 ed il 1492. Il wat subì pesanti danneggiamenti nel 1887, quando i banditi cinesi dell'esercito della bandiera nera devastarono la città.

## Caratteristiche
Il wat ospita il più grande numero di monaci e novizi tra i vari templi di Luang Prabang, All'interno del comprensorio si trova anche una scuola elementare. L'ultima ristrutturazione del complesso risale al 1972, quando il Phra Ubosot (tempio principale) venne ricostruito, ed è attualmente uno dei più alti in città. Nel 1995 è stato innalzato un muro perimetrale attorno al terreno del wat.

### Statua di Buddha
Degna di nota è una grande statua in bronzo di Buddha che fu fatta costruire dal Re Samsenthai nel XIV secolo ed è la più antica nel suo genere in città. Fu eseguita nello stile di Sukhothai, una novità per quei tempi, dato che in precedenza lo stile adottato per i templi era quello khmer. Le sue forme sono state un modello per l'arte sacra laotiana dei secoli successivi. Il Buddha, seduto nella posizione del Bhumisparsamudra, è alto sei metri e pesa oltre due tonnellate, il bronzo che lo ricopre arriva ad uno spessore di 15 cm.
La statua originariamente era situata all'esterno e fu gravemente danneggiata durante l'incursione dell'esercito della bandiera nera e durante gli scontri tra i siamesi ed i francesi, che si contendevano la supremazia coloniale nel paese. Vennero distrutte le braccia, che furono ricostruite in cemento durante la ristrutturazione del 1972, quando la statua fu spostata all'interno del nuovo Phra Ubosot.